# Стюарт, Трики
Кристофер Алан Стюарт (англ. Christopher Alan Stewart; род. 4 января 1974, Маркем, Иллинойс, США), более известный как Трики Стюарт или C. "Tricky" Стюарт — американский продюсер, автор песен, музыкант и владелец звукозаписывающей студии. Также является бывшим президентом A & R Recording и Epic Records. В карьере, охватывающей 16 лет, Стюарт, у руля своей компании RedZone Entertainment, несёт ответственность за более чем 25 миллионов проданных пластинок. Он задействован в продюсировании многих хип-хоп, R&B и поп-синглов, достигших высшей позиции в чартах, таких как «Single Ladies (Put a Ring on It)» (Бейонсе), «Me Against the Music» (Бритни Спирс), «Case of the Ex» (Mýa), «Umbrella» (Рианна), «Just Fine» (Мэри Джей Блайдж), «Touch My Body» и «Obsessed» (Мэрайя Кэри), «Leavin'» (Джесси Маккартни), «Baby» (Джастин Бибер), «Ride» (Сиара) и многих других.

## Детство / ранние годы
Трики Стюарт родился в Маркеме, Иллинойс. Выросший в музыкальной семье, Стюарт играл на гитаре, клавишных и писал песни в возрасте 12 лет. Старший брат Стюарта, музыкальный продюсер Лэни Стюарт познакомил его с одним из первых наставников музыкального бизнеса, покойным Лоуилом Сайласом младшим. Сайлас способствовал музыкальной карьере Стюарта, давая ему возможность внести свой вклад в проекты ряда крупных артистов.

## 1994—2000
В 1994 году, Стюарт продюсирует дебютный альбом группы BlackGirl Treat U Right. Примерно в это же время, Стюарт встречается с продюсером и автором песен Эл Эй Рейдом, который предложил ему сделку, чтобы переместить его компанию в Атланту.

## Награды и номинации
| Год  | Альбом / артист / песня                               | Награда                                                                         | Результат |
| ---- | ----------------------------------------------------- | ------------------------------------------------------------------------------- | --------- |
| 2010 | I Am... Sasha Fierce / Beyonce                        | Grammy — "Альбом года"                                                          | Номинация |
| 2010 | I Am... Sasha Fierce / Beyonce                        | Grammy — "Лучший современный R&B-альбом"                                        | Победа    |
| 2010 | I Am... Sasha Fierce / Beyonce / «Single Ladies»      | Grammy — "Песня года"                                                           | Победа    |
| 2010 | I Am... Sasha Fierce / Beyonce / «Single Ladies»      | Grammy — "Лучшая R&B-песня"                                                     | Победа    |
| 2009 | Growing Pains / Mary J. Blige                         | Grammy — "Лучший современный R&B-альбом"                                        | Победа    |
| 2007 | Good Girl Gone Bad / Rihanna feat. Jay Z / «Umbrella» | ASCAP Rhythm and Soul Award — "Среди лидирующих в R&B/хип-хоп-чартов 2007 года" | Победа    |
| 2007 | Good Girl Gone Bad / Rihanna feat. Jay Z / «Umbrella» | NMPA double platinum "note"                                                     |           |
| 2007 | Good Girl Gone Bad / Rihanna feat. Jay Z / «Umbrella» | Grammy — "Песня года"                                                           | Номинация |
| 2007 | Good Girl Gone Bad / Rihanna feat. Jay Z / «Umbrella» | Grammy — "Запись года"                                                          | Номинация |
| 2007 | Good Girl Gone Bad / Rihanna feat. Jay Z / «Umbrella» | Grammy — "Best Rap/Song Collaboration"                                          | Победа    |
| 2007 | Growing Pains / Mary J. Blige / «Just Fine»           | Grammy — "Лучшее женское R&B-выступление"                                       | Номинация |
| 2007 | Good Girl Gone Bad / Rihanna / «Umbrella»             | NMPA double platinum                                                            |           |
| 2007 | Good Girl Gone Bad / Rihanna / «Umbrella»             | ASCAP Pop Award — "Одна из самых популярных песен 2007 года"                    | Победа    |